# Santuário de Santa Catarina (Siena)
O Santuário de Santa Catarina de Siena (em italiano: Santuario di Santa Caterina) está em um complexo de edifícios religiosos construídos em torno da casa da família de Santa Catarina de Siena, onde esta santa nasceu. O santuário está localizado na encosta da colina de Santo Antônio em Siena (Toscana, Itália).
O complexo foi construído entre 1683 e 1700. Destaca-se a chamada Igreja do Crucifixo, cuja planta é em cruz latina e cujo nome deriva de um crucifixo milagroso do final do século XII do qual, segundo a tradição, Santa Catarina teria recebido os estigmas. Este crucifixo está localizado no altar-mor, é um templo de estilo barroco.
O complexo também destaca o Oratório da Casa da Santa, com suas relíquias e sua cela.